# Аит-Беннассер, Юссеф
Юссеф Айт-Беннассер (фр. Youssef Aït Bennasser; родился 7 июля 1996, Туль, Франция) — марокканский футболист, полузащитник клуба «Самсунспор». Участник чемпионата мира 2018 года.

## Клубная карьера
Айт-Беннассер — воспитанник клуба «Нанси». 3 августа 2015 года в матче против «Тура» он дебютировал в Лиге 2. 28 ноября в поединке против «Гавра» Юссеф забил свой первый гол за «Нанси». По итогам сезона Айт-Беннассер помог команде выйти в элиту. Летом 2016 года он перешёл в «Монако». Сумма трансфера составила 3 млн евро. Юссеф был отдан в аренду в обратно в «Нанси». 14 августа в матче против «Лиона» он дебютировал в Лиге 1. 10 сентября в поединке против «Лорьяна» Айт-Беннассер забил свой первый гол на высшем уровне.
Летом 2017 года Юссеф на правах аренды перешёл в «Кан». 20 августа в матче против «Лилля» он дебютировал за новую команду.
31 января 2019 года Юссеф перешёл в «Сент-Этьен» на правах аренды до конца сезона. 30 августа 2019 года Аит-Беннассер вновь отправился в аренду, на этот раз до конца сезона в «Бордо». Соглашение включает право выкупа игрока за 5 млн евро.

## Международная карьера
31 августа 2016 года в товарищеском матче против сборной Албании Айт-Беннассер дебютировал за сборную Марокко.
В 2017 году в составе сборной Юссеф принял участие Кубка Африки в Габоне. На турнире он сыграл в матчах против команд Того.
В 2018 году Аит-Беннассер принял участие в чемпионате мира в России. На турнире он был запасным и на поле не вышел.